# Renzo Ulivieri
Renzo Ulivieri (San Miniato, provincia de Pisa, Italia, 2 de febrero de 1941) es un exfutbolista, entrenador, dirigente deportivo y político italiano. Actualmente ocupa el cargo de presidente de la Associazione Italiana Allenatori Calcio (Asociación Italiana Entrenadores Fútbol).

## Trayectoria
Ulivieri jugó cinco años en las categorías inferiores de la Fiorentina y del Cuiopelli. Se licenció en el ISEF (Instituto superior de educación física) con 24 años de edad.
En 1974 se convirtió en el entrenador del Empoli, que militaba en la tercera división italiana; desde 1976 a 1978 fue miembro del equipo técnico de la Fiorentina. Luego pasó a entrenar a la Ternana en la Serie B, alcanzando buenos resultados. Después de otra buena temporada en la segunda división con el Vicenza, por fin debutó en la Serie A en el banquillo del Perugia, aunque fue cesado en la fecha 15.
En 1982 guio al Sampdoria al ascenso a la Serie A; en las temporadas siguientes, el club genovés finalizó séptimo y sexto. Tras dos temporadas en el Cagliari, fue implicado en el escándalo de corrupción Totonero-bis y condenado a tres años de descalificación. Una vez vuelto a la actividad, fue el técnico del Modena, logrando un ascenso a la Serie B gracias a una defensa muy sólida (9 goles encajados en 34 partidos, con récord del arquero Marco Ballotta). En 1991 volvió al Vicenza, al que llevó a la Serie B.
En 1995, en el banquillo del Bologna, ganó la Serie C1 y en la temporada siguiente la Serie B, con 6 victorias en las últimas seis fechas. Fueron los mejores años de los rossoblù desde los finales de los 60, caracterizados por un séptimo puesto, una semifinal de Copa Italia, una calificación al Intertoto y las proezas de Roberto Baggio, con el que Ulivieri tuvo una relación conflictiva. En 1998 pasó al Napoli. En la temporada 1999/00 reemplazó a Óscar Washington Tabárez en el banquillo del Cagliari en la fecha 5, pero no pudo evitar el descenso de los sardos a la segunda división.
En la temporada 2000/01 fue contratado por el Parma tras las dimisiones de Arrigo Sacchi; los gialloblù finalizaron en el cuarto lugar, calificándose a las rondas previas de clasificación de la Champions 2001/02. Después de la eliminación por parte del Lille, Ulivieri dimitió el 31 de octubre de 2001. El año siguiente fue llamado por el Torino para sustituir a Giancarlo Camolese, sin embargo fue cesado tras 14 partidos. En febrero de 2004 fichó por el Padova de la tercera división. El verano siguiente volvió al Bologna, donde fue cesado en noviembre y llamado de nuevo después de pocos meses; fue confirmado para la temporada 2006/07, siendo cesado el 14 de abril de 2007 tras una derrota ante el Genoa por 3 a 0.
El 1 de noviembre del mismo año fue contratado por la Reggina, bajo consejo de su ex segundo Walter Mazzarri, pero fue cesado el 3 de marzo de 2008 por un empate de local contra el Palermo.

## Dirigente deportivo
Ulivieri es el actual presidente de la Associazione Italiana Allenatori Calcio (Asociación Italiana Entrenadores Fútbol).

## Política
Se inscribió en el Partido Comunista Italiano en los años 60 y ocupó los cargos de concejal y asesor. Siguió las evoluciones históricas y políticas del Partido Comunista, adhiriendo a los Demócratas de Izquierda y al Partido Democrático. El 31 de marzo de 2010 se convirtió en el coordinador local de Izquierda Ecología Libertad en su ciudad natal.
En diciembre de 2012 fue el segundo candidato de Izquierda Ecología Libertad más votado en las primarias de Toscana, pero no logró ser elegido como senador de la República Italiana.